# كينيث يونغ
كينيث يونغ (楊 綱 凱 1947) هو أستاذ فيزياء في جامعة هونغ كونغ الصينية (CUHK). حصل على شهادة البكالوريوس في الفيزياء عام 1969، وشهادة الدكتوراه في الفيزياء والرياضيات في معهد كاليفورنيا للتكنولوجيا بالولايات المتحدة الأمريكية. تولى منصب في CUHK في عام 1973، وشرع في مهنة تحظى بتقدير كبير كفيزيائي نظري. وقد أنتج أبحاثًا مستفيضة في الجسيمات الأولية، ونظرية المجال، والظواهر العالية الطاقة والنظم التبديلية. وقد ساهم الشباب بشكل كبير في تطوير التعليم العالي في هونغ كونغ، وإدارة المنح، وتطوير البرامج التعليمية، وعملوا على تطوير كل من الجمعيات المهنية الصينية والدولية من خلال الاضطلاع بمسؤوليات مختلفة أثناء تطويرها. في المراحل المتأخرة من حياته المهنية، ابتعد يونغ عن أدوار الإدارة في الجامعات، ونحو التعليم المباشر للطلاب. فهو يعكس أن «على المرء أن يكون لديه شغف في موضوع واحد. لا يمكنك إخفاء ذلك، وسيساعد ذلك بشكل هائل إذا كان الطلاب يشعرون برؤيتك ويراها، وهذا يجعل التعليم أكثر فعالية.»  وهو أيضًا مؤيد للتدريس السياقي في الفيزياء.

## الجوائز والأوسمة
- المؤسس الرئيسي المعين لكلية CW Chu College [5]
- المؤيد نائب المستشار، CUHK
- أمين مؤسسة كروتشر [6]
- زميل الجمعية الفيزيائية الأمريكية
- جائزة نائب مدير الجامعة للتدريس، CUHK
- رئيس مجلس هونغ كونغ لمنح البحوث
- عضو في الأكاديمية الدولية الآسيوية للعلوم
- عضو في لجنة المنح الجامعية، منطقة هونغ كونغ الإدارية الخاصة
- سكرتير ثم نائب رئيس رابطة جمعيات آسيا والمحيط الهادئ
- نائب رئيس مجلس قضاة لجائزة شو [7]